# Uncharted (EP)
Uncharted é um EP da banda estadunidense de ska punk Less Than Jake, lançado pela Pure Noise Records em 15 de novembro de 2024. É o primeiro EP produzido por Bill Stevenson, baterista dos Descendents. Foi anunciado em 8 de outubro de 2024, para coincidir com o lançamento do single "Sunny Side".

## Contexto
A banda esteve em seu estúdio de ao longo de 2023 e 2024, além de estar em turnê. Em 20 de junho de 2024, o primeiro single, "Broken Words", foi lançado, seguido por "Walking Pipebomb" em julho, "Not My Problem" em agosto, "Brand New Day" em setembro, e "Sunny Side", que veio junto com o anúncio do EP em outubro. Todos os singles foram lançados em vinil de 7 polegadas.
Ao discutir o álbum, a banda disse: “Quando [nós] começamos a escrever este EP, não havia intenção de que essas músicas vivessem juntas como uma coleção. À medida que cada música ganhava vida, percebemos que elas estavam mais em sintonia umas com as outras do que havíamos pensado originalmente. [...] Este EP representa um novo capítulo na história do Less Than Jake.”

## Recepção da crítica
| Críticas profissionais | Críticas profissionais |
| Avaliações da crítica  | Avaliações da crítica  |
| Fonte                  | Avaliação              |
| ---------------------- | ---------------------- |
| Distorted Sound        | 8/10                   |
| Kerrang!               | [ 8 ]                  |

## Lista de faixas
| Faixas de Uncharted |                                                               |                   |         |  |
| N.º                 | Título                                                        | Vocais principais | Duração |  |
| 1.                  | "Broken Words" (Palavras Quebradas)                           | Lima              | 2:52    |  |
| 2.                  | "Walking Pipebomb" (bomba tubo ambulante)                     | DeMakes Lima      | 2:45    |  |
| 3.                  | "Not My Problem" (Não É Problema Meu)                         | DeMakes           | 3:25    |  |
| 4.                  | "Brand New Day" (Dia Novo em Folha)                           | Lima DeMakes      | 3:26    |  |
| 5.                  | "Sunny Side" (Lado Ensolarado)                                | DeMakes Lima      | 3:47    |  |
| 6.                  | "Dead Days (Over and Over)" (Dias Mortos (De Novo e De Novo)) | DeMakes           | 3:06    |  |
| 7.                  | "Shake Loose The Truth" (Livre-se da Verdade)                 | Lima              | 2:51    |  |
| Duração total:      | Duração total:                                                | Duração total:    | 22:15   |  |

## Créditos
Conforme encarte:
Less Than Jake
- Chris DeMakes – vocais, guitarra
- Roger Lima – vocais, baixo
- Peter "JR" Wasilewski – saxofone tenor
- Buddy Schaub – trombone
- Matt Yonker – drumbateria

Pessoa técnico
- Bill Stevenson – produção, engenharia
- Jason Livermore – mixagem, masterização

## Paradas
| Parada (2024)                              | Maior colocação |
| ------------------------------------------ | --------------- |
| Reino Unido (UK Digital Albums)            | 67              |
| Reino Unido (UK Independent Albums Chart)  | 34              |
| Reino Unido (UK Rock & Metal Albums)       | 16              |
| Álbuns alternativos atuais dos EUA         | 11              |
| Álbuns de rock atuais dos EUA              | 14              |
| Álbuns independentes de gravadoras dos EUA | 16              |
| Álbuns digitais atuais dos EUA             | 45              |